# Gunderi Kaval, Holalkere
Gunderi Kaval là một làng thuộc tehsil Holalkere, huyện Chitradurga, bang Karnataka, Ấn Độ.